# Rethvalsdelfiner
Rethvalsdelfiner (Lissodelphis) er en slægt i familien delfiner med to arter, nordlig og sydlig rethvalsdelfin. De udmærker sig ved som de eneste delfiner fuldstændigt at mangle en rygfinne, og de er derfor nemme at kende. Navnet er givet efter rethvalerne, der også mangler rygfinne.

## Beskrivelse
Begge arter er slankt bygget og har små spidse luffer og en ret lille halefinne. Begge arter har hvid bug og er ellers sorte. Den sydlige art er dog desuden delvist hvid på sider, hoved og luffer.
Hannen af nordlig rethvalsdelfin er som udvokset cirka 220 centimeter lang og hunnen cirka 200 centimeter. Den sydlige rethvalsdelfin er lidt større med sine maksimalt 250 centimeter og vægt på 100 kilogram. Ved fødslen er de cirka halvt så lange. De bliver omkring 40 år gamle.

## Udbredelse
Den nordlige rethvalsdelfin har hjemme i den tempererede del af det nordlige Stillehav, fra Kamtjatka og Japan ved den asiatiske kyst til British Columbia og Baja California ved den amerikanske vestkyst.
Den sydlige rethvalsdelfin er udbredt cirkumpolart i den tempererede del af havet omkring Sydpolen, mellem den 40. og den 55. breddegrad. Den følger dog hyppigt den kolde humboldtstrøm nordpå, hvor den er fundet helt op til 12 grader syd, ud for Perus kyst.

## Levevis
Begge arter er sociale og kan danne flokke på flere hundrede dyr. De kan også blande sig med andre arter af delfiner eller grindehvaler. Med en topfart på 40 km/t hører rethvalsdelfiner i øvrigt til de hurtigst svømmende hvaler. De kan springe op til syv meter op af vandet.